# Åkrehamn/Veavågen

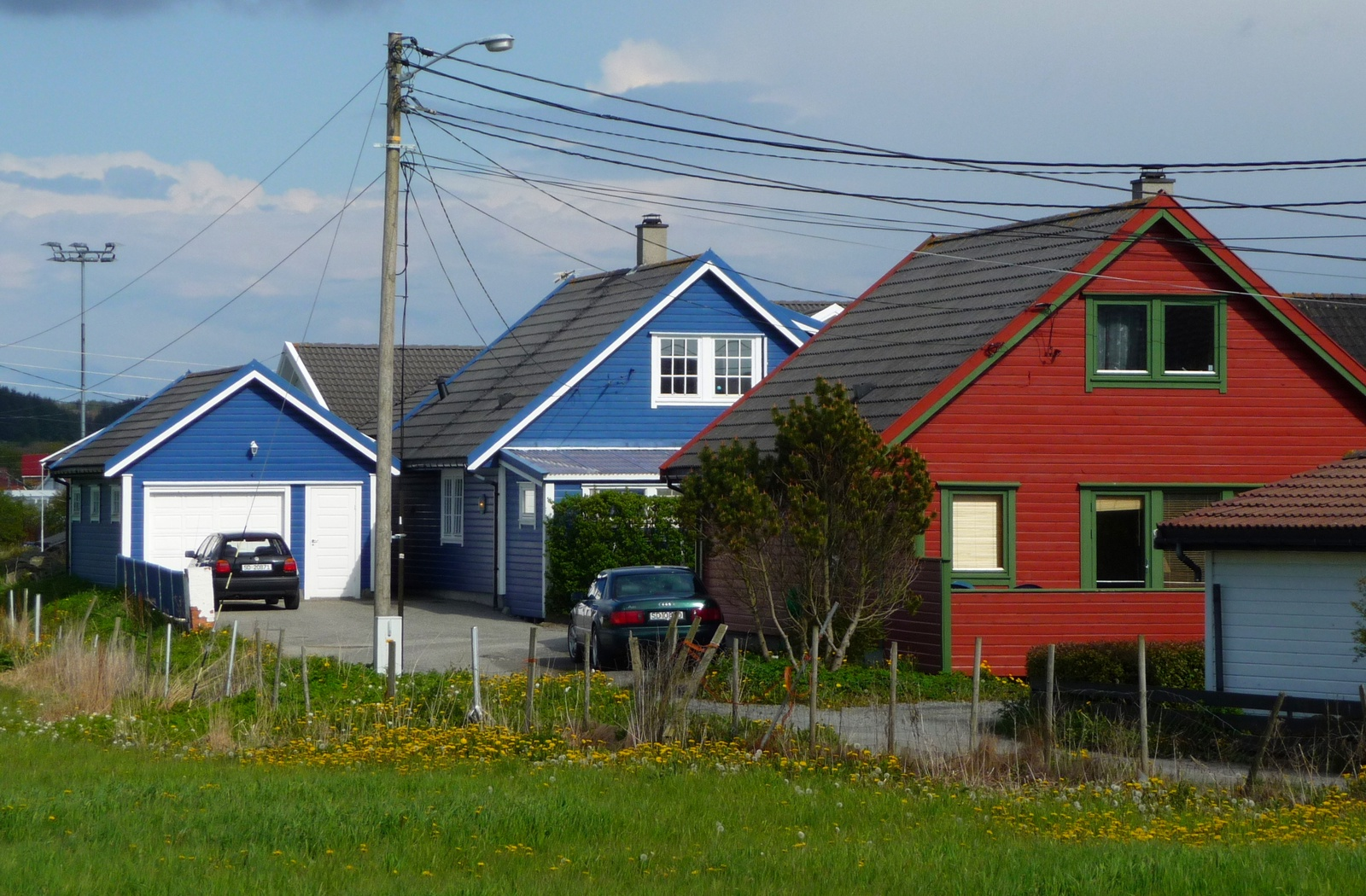
Bebyggelse i Åkrehamn, 2010.

Åkrehamn/Veavågen var en tidigare tätort i Karmøy kommun i Rogaland fylke i sydvästra Norge. Orten hade drygt 10 000 invånare och var den näst största tätorten i Norge (efter den något större Råholt) som inte var centralort i sin kommun. Den bestod av två sammanväxta orter, Veavågen (även skrivet Veavågen) och Åkrehamn, varav den förstnämnda ingår i tätorten Kopervik medan den sistnämnda räknas som en egen tätort.